# Guardea
Guardea ist eine italienische Gemeinde mit 1728 Einwohnern (Stand 31. Dezember 2023) in der Provinz Terni in der Region Umbrien.

## Geografie

Lage der Gemeinde Guardea in der Provinz Terni

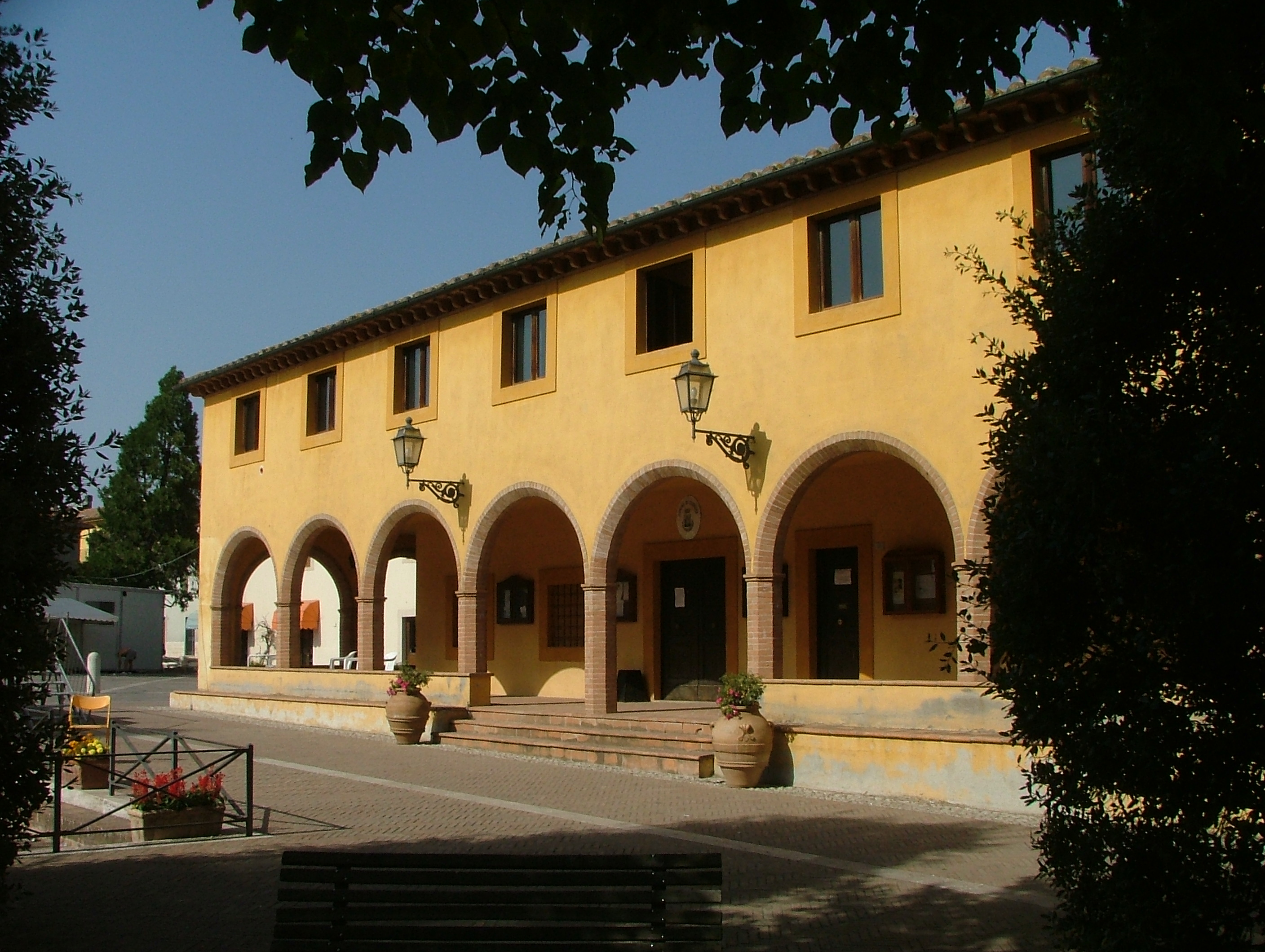
Palazzo Marsciano, heutiges Rathaus

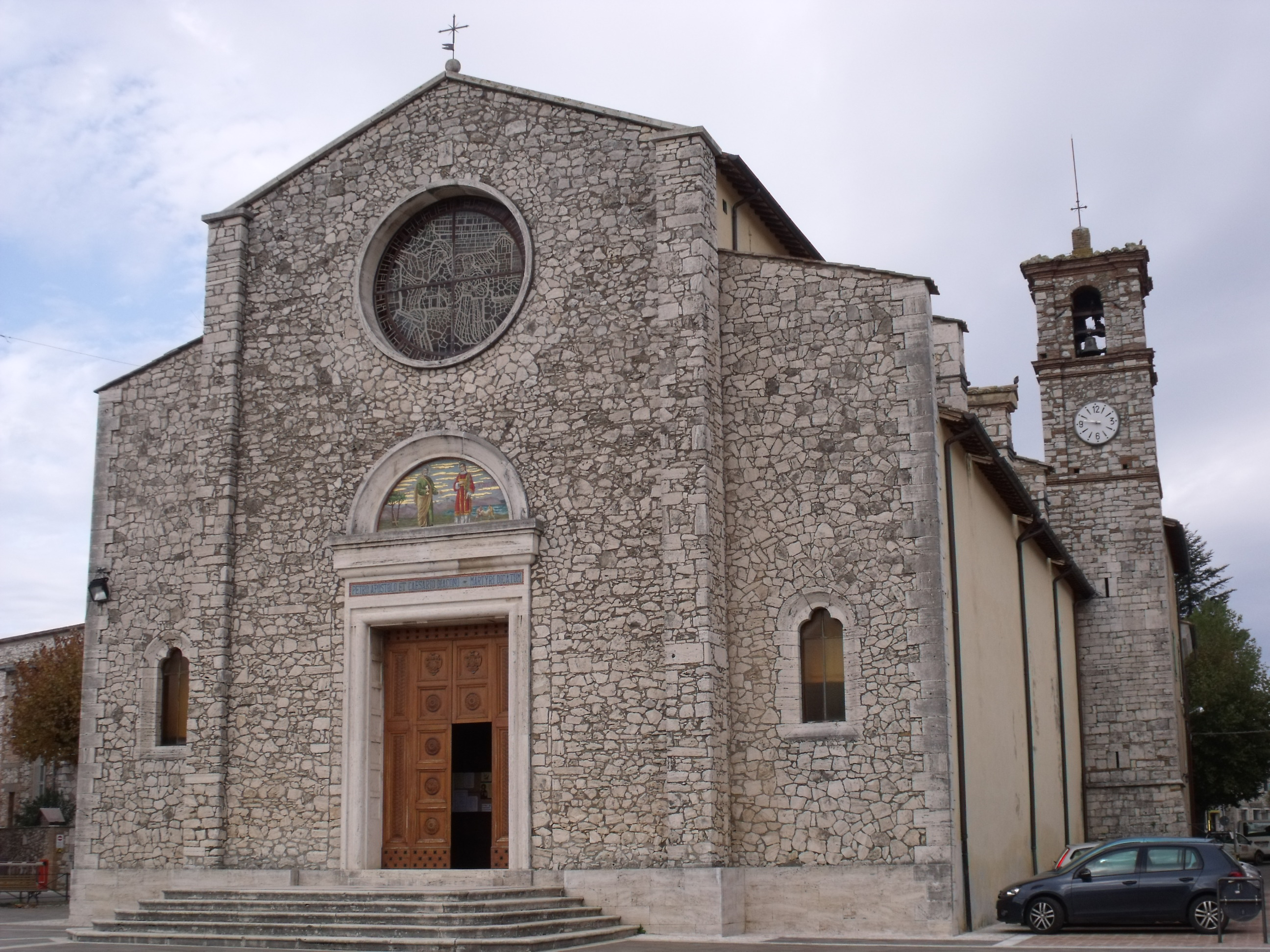
Chiesa dei Santi Pietro e Cesareo

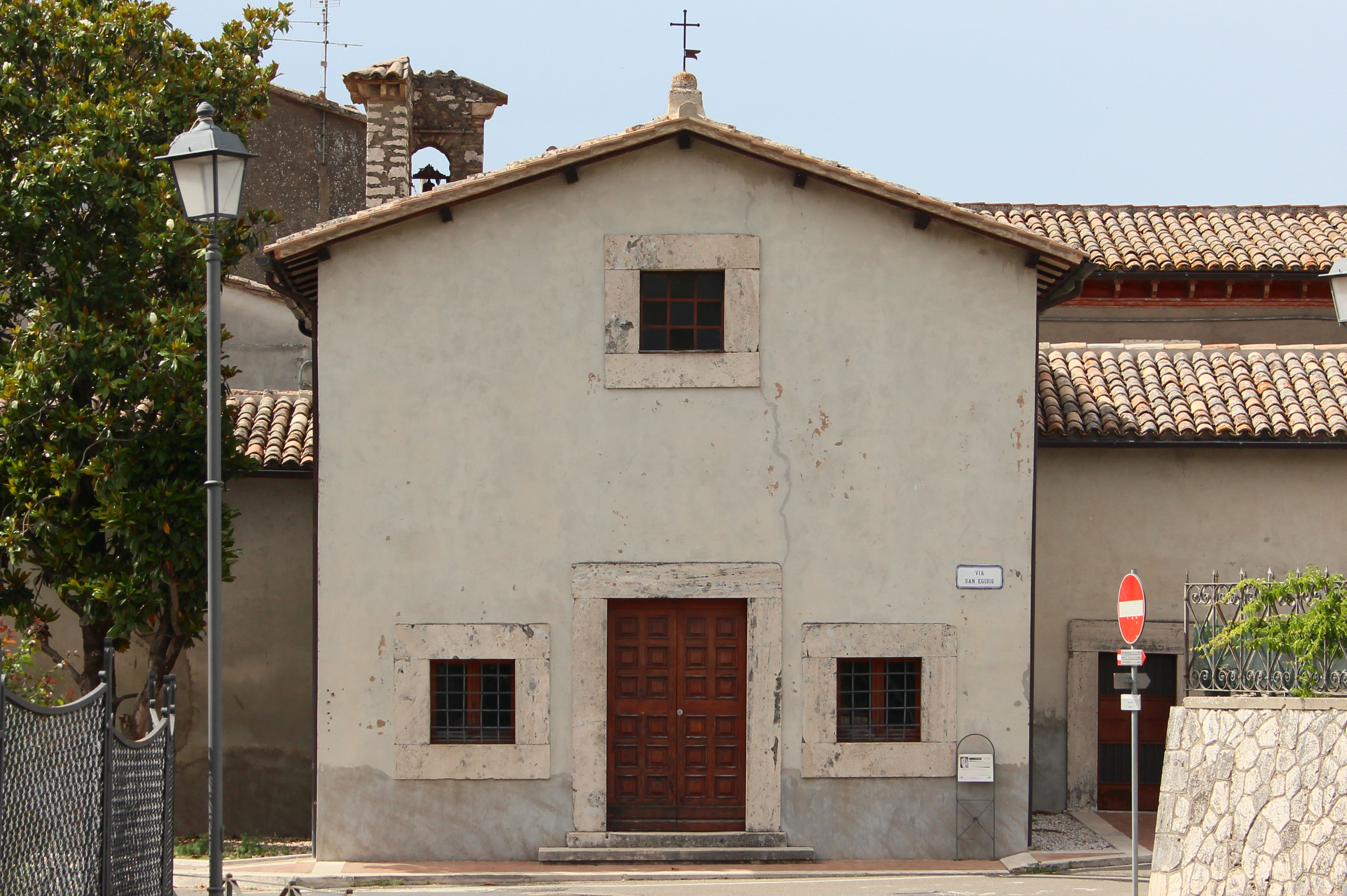
Sant’Egidio

Die Gemeinde erstreckt sich über rund 39 km². Sie liegt etwa 60 km südlich von Perugia und rund 30 km westlich von Terni am Tiber. Der Ort liegt in der klimatischen Einordnung italienischer Gemeinden in der Zone D, 2069 GR/G.
Zu den Ortsteilen gehören Frattuccia, Cocciano, Le Case, Madonna del Porto und Poggio Nuovo-Casaline.
Die Nachbargemeinden sind Alviano, Amelia, Avigliano Umbro, Civitella d’Agliano (VT), Montecastrilli und Montecchio.

## Geschichte
Der Name entstammt dem italienischen Guardia (Wacht/Wache), was sich auf die Lage am unteren Tibertal (Teverina) bezieht. Um 1035 errichteten Flüchtlinge aus dem nahegelegenen Marruto die Burg Castello del Poggio (Podium Guadejae). Erstmals schriftlich erwähnt wird Guardea im Jahr 1154. Im 12. Jahrhundert erbaute die Herrscherfamilie der Baschi aus Baschi die noch heute sichtbare Wacht (früher Guardege, heute auch Guardea Vecchia oder Castello Vecchio genannt). Im 13. Jahrhundert ging der Ort an die Herrscher aus Alviano, die sich bis 1581 hielten. Im Jahr 1600 erlangte die Familie der Monaldeschi die Herrschaft über den Ort, aber nach dem Tod von Paolo Monaldeschi wurde die Herrschaft geteilt. Poggio gelangte an die Familie der Raimondi, während Guardege nach der Heirat von Caterina Monaldeschi Della Cervara mit Ludovico di Marsciano an die Familie der Marsciano aus Marsciano gelangte. Der Ort kam dann unter die Kontrolle des Kirchenstaats und wurde um 1860 mit dem Risorgimento Teil des Staates Italien. Der Hauptort wurde am Anfang des 17. Jahrhunderts von Guardea Vecchia in die Talebene verlegt.

## Sehenswürdigkeiten
- Castello del Poggio, Schloss im Ortsteil Poggio, welches im 11. Jahrhundert als Burg entstand (um 1035 als Podium Guadejae bekannt) und diese Funktion bis zum 15. Jahrhundert innehatte.[6]
- Chiesa dei Santi Pietro e Cesareo, Kirche aus dem 18. Jahrhundert. Enthält die Kunstwerke Educazione della Vergine von Benedetto Luti (befindet sich in der Casa del Parroco), L’Ultima Cena von Liotardo Piccioli (Leinwandgemälde aus dem 16. Jahrhundert) und Madonna del Rosario von Pietro Paolo Sensini (Leinwandgemälde aus dem 17. Jahrhundert).[7]
- Chiesa di Santa Lucia, Kirche aus dem 19. Jahrhundert, enthält von Domenico Bruschi das Fresko Cristo glorificato tra la Madonna e S. Giuseppe ed i Santi Agnese, Lucia, Francesco d’Assisi, Sebastiano e D. Salvatore Luzi in Adorazione aus dem Jahr 1890.[7]
- Chiesa di Sant’Egidio, Kirche aus dem 13. Jahrhundert, die in den Jahren 1500 und 1690 vergrößert wurde. Enthält die Leinwandgemälde San Vito Sebastiano Ceccarini (im 18. Jahrhundert entstanden) und Sant’Egidio von Tommaso Nasini (im 17. Jahrhundert entstanden) sowie ein Fresko aus dem Jahr 1574 (Madonna e Santi).[7]
- Santa Maria Assunta, Kirche im Ortsteil Frattuccia.
- Eremo di Sant’Illuminata, Ruine einer Eremitage aus dem Jahr 1007, hier befindet sich auch die Grotta di San Francesco[8]
- Guardea Vecchia, Burgruine bei 572 m[8] aus dem 9. Jahrhundert. Entstand im 12. Jahrhundert unter dem Namen Guardege[4]
- Palazzo dei Marsciano, heutiges Rathaus[8], entstand im 16. Jahrhundert[4]
- Parco fluviale del Tevere, Naturschutzgebiet des WWF seit 1995, an dem der Ort neben vier weiteren Gemeinden der Provinz Terni (Alviano, Baschi, Montecchio und Orvieto) sowie derer von Monte Castello di Vibio und Todi (PG) beteiligt ist.

## Gemeindepartnerschaften
- Champignelles, Frankreich
- Gubbio, Italien